# Csernigai Ignác
Csernigai Ignác (Klagenfurt, 1721. július 7. – Millstatt, 1787. február 16.) jezsuita rendi tanár, költő.

## Élete
1737. október 28-án lépett be a rendbe. Bécsban a humaniorákat, Klagenfurtban a polemikus teológiát tanította. Grazban is megfordult. Nagyszombatban 1748-ban az ékesszólás tanára volt, ekkor a következő latin költeménye jelent meg: Vindiciae prisci seculi. (Tyrnaviae, 1748.) Klagenfurtban egy német halotti beszédet is kiadott. Végül Millstatban volt pap, ott is hunyt el.